# Campionato europeo di Formula 2 1978
La stagione 1978 del Campionato europeo di Formula 2 venne disputata sulla lunghezza di 12 gare. La serie venne vinta dal pilota italiano Bruno Giacomelli su March 782-BMW.

## La pre-stagione

### Calendario
| Gara | Nome                                                              | Circuito                      | Giri  | Lunghezza           | Data         | Note                                                                              |
| ---- | ----------------------------------------------------------------- | ----------------------------- | ----- | ------------------- | ------------ | --------------------------------------------------------------------------------- |
| 1    | BARC 200 Jochen Rindt Memorial Trophy Philips Car Radio F2 Trophy | Circuito di Thruxton          | 55    | 55x3,862=207,295 km | 27 marzo     |                                                                                   |
| 2    | Deutschland Trophäe Jim Clark Gedächtnisrennen                    | Hockenheimring                | 20+20 | 40x6,790=271.6 km   | 9 aprile     | Gara disputata su due manche di 20 giri ciascuna. Classifica per somma di tempi.  |
| 3    | ADAC-Eiffelrennen                                                 | Nürburgring                   | 9     | 9x22,834=205,506 km | 30 aprile    |                                                                                   |
| 4    | Gran Premio di Pau                                                | Circuito di Pau               | 73    | 73x2,834=206,882 km | 15 maggio    |                                                                                   |
| 5    | Gran Premio del Mugello                                           | Circuito del Mugello          | 45    | 45x5,245=200,29 km  | 28 maggio    |                                                                                   |
| 6    | Gran Premio di Roma                                               | Circuito di Vallelunga        | 65    | 65x3,200=208 km     | 4 giugno     |                                                                                   |
| 7    | Gran Premio di Rouen                                              | Circuito di Rouen             | 38    | 38x5.543=210,634 km | 18 giugno    |                                                                                   |
| 8    | Donington 50000                                                   | Circuito di Donington Park    | 40+40 | 80x3,149=251,92 km  | 25 giugno    | Gara disputata su due manches di 40 giri ciascuna. Classifica per somma di tempi. |
| 9    | Gran Premio di Nogaro                                             | Circuito di Nogaro            | 65    | 65x3,120=202,8 km   | 9 luglio     |                                                                                   |
| 10   | Gran Premio del Mediterraneo                                      | Autodromo di Pergusa          | 41    | 41x4,950=202,95 km  | 23 luglio    |                                                                                   |
| 11   | Gran Premio dell'Adriatico                                        | Circuito Santa Monica, Misano | 60    | 60x3,488=209,28 km  | 10 agosto    |                                                                                   |
| 12   | Gran Premio del B.Württemberg e Assia                             | Hockenheimring                | 20+20 | 40x6,790=271,60 km  | 24 settembre | Gara disputata su due manches di 20 giri ciascuna. Classifica per somma di tempi. |

## Risultati e classifiche

### Risultati
| Gara | Circuito    | Tempo      | Velocità | Pole position    | GPV                         | Vincitore         | Vettura      |
| ---- | ----------- | ---------- | -------- | ---------------- | --------------------------- | ----------------- | ------------ |
| 1    | Thruxton    | 1h06'13.77 |          | Bruno Giacomelli | Bruno Giacomelli            | Bruno Giacomelli  | March-BMW    |
| 2    | Hockenheim  | 1h20'22.0  |          | Bruno Giacomelli | Bruno Giacomelli Marc Surer | Bruno Giacomelli  | March-BMW    |
| 3    | Nürburgring | 1h06'34.2  |          | Bruno Giacomelli | Keke Rosberg                | Alex-Dias Ribeiro | March-Hart   |
| 4    | Pau         | 1h33'11.73 |          | Brian Henton     | Bruno Giacomelli            | Bruno Giacomelli  | March-BMW    |
| 5    | Mugello     | 1h15'39.7  |          | Bruno Giacomelli | Eddie Cheever               | Derek Daly        | Chevron-Hart |
| 6    | Vallelunga  | 1h17'12.2  |          | Bruno Giacomelli | Bruno Giacomelli            | Derek Daly        | Chevron-Hart |
| 7    | Rouen       | 1h08'43.2  |          | Bruno Giacomelli | Ingo Hoffmann               | Bruno Giacomelli  | March-BMW    |
| 8    | Donington   | 1h29'51.43 |          | Bruno Giacomelli | Brian Henton                | Keke Rosberg      | Chevron-Hart |
| 9    | Nogaro      | 1h19'12.23 |          | Bruno Giacomelli | Bruno Giacomelli            | Bruno Giacomelli  | March-BMW    |
| 10   | Pergusa     | 1h04'05.6  |          | Brian Henton     | Bruno Giacomelli            | Bruno Giacomelli  | March-BMW    |
| 11   | Misano      | 1h12'39.38 |          | Brian Henton     | Brian Henton                | Bruno Giacomelli  | March-BMW    |
| 12   | Hockenheim  | 1h20'29.02 |          | Marc Surer       | Derek Daly                  | Bruno Giacomelli  | March-BMW    |

### Classifica Piloti
| Punti | 9 | 6 | 4 | 3 | 2 | 1 |

| Pos. | Nome               | Paese          | Team                | Telaio  | Motore  | Regno Unito (bandiera) | Germania (bandiera) | Germania (bandiera) | Francia (bandiera) | Italia (bandiera) | Italia (bandiera) | Francia (bandiera) | Regno Unito (bandiera) | Francia (bandiera) | Italia (bandiera) | Italia (bandiera) | Germania (bandiera) | Punti Totali |
| ---- | ------------------ | -------------- | ------------------- | ------- | ------- | ---------------------- | ------------------- | ------------------- | ------------------ | ----------------- | ----------------- | ------------------ | ---------------------- | ------------------ | ----------------- | ----------------- | ------------------- | ------------ |
| 1    | Bruno Giacomelli   | Italia         | March Racing        | March   | BMW     | 9                      | 9                   | -                   | 9                  | 4                 | 6                 | 9                  | -                      | 9                  | 9                 | 9                 | 9                   | 82           |
| 2    | Marc Surer         | Svizzera       | March Racing        | March   | BMW     | 6                      | 6                   | 3                   | 4                  | 6                 | -                 | 4                  | 4                      | 6                  | -                 | 6                 | 6                   | 51           |
| 3    | Derek Daly         | Irlanda        | Chevron Racing      | Chevron | Hart    | 1                      | -                   | -                   | -                  | 9                 | 9                 | -                  | -                      | 4                  | 4                 | -                 | -                   | 27           |
| 4    | Eddie Cheever      | Stati Uniti    | Project Four Racing | March   | BMW     | 3                      | -                   | 4                   | 2                  | 1                 | -                 | 6                  | -                      | -                  | 6                 | 2                 | -                   | 24           |
| 5    | Keke Rosberg       | Finlandia      | Opert Racing        | Chevron | Hart    | -                      | 1                   | 6                   | -                  | -                 | -                 | -                  | 9                      | -                  | -                 | -                 | -                   | 16           |
| 6    | Piero Necchi       | Italia         | Astra Racing        | March   | BMW     | -                      | -                   | -                   | 3                  | -                 | 4                 | -                  | 6                      | -                  | -                 | -                 | -                   | 13           |
|      | Ingo Hoffmann      | Brasile        | Project Four Racing | March   | BMW     | -                      | 4                   | 1                   | -                  | 3                 | -                 | -                  | 3                      | 2                  | -                 | -                 | -                   | 13           |
| 8    | Alex Ribeiro       | Brasile        | corridore privato   | March   | BMW     | -                      | 2                   | 9                   | -                  | -                 | -                 | -                  | -                      | -                  | -                 | -                 | -                   | 11           |
|      | Alberto Colombo    | Italia         | San Remo Racing     | March   | BMW     | -                      | 3                   | -                   | -                  | 2                 | -                 | 3                  | -                      | 3                  | -                 | -                 | -                   | 11           |
|      | Manfred Winkelhock | Germania Ovest | March Racing        | March   | BMW     | 2                      | -                   | -                   | -                  | -                 | 3                 | -                  | 2                      | -                  | -                 | -                 | 4                   | 11           |
| 11   | Ricardo Zunino     | Argentina      | March Racing        | March   | BMW     | -                      | -                   | -                   | -                  | -                 | 1                 | 2                  | -                      | -                  | 2                 | 1                 | 2                   | 8            |
|      | Eje Elgh           | Svezia         | Opert Racing        | Chevron | Hart    | -                      | -                   | -                   | 6                  | -                 | -                 | 1                  | -                      | -                  | -                 | -                 | 1                   | 8            |
| 13   | Rad Dougall        | Sudafrica      | Toleman             | March   | BMW     | 4                      | -                   | -                   | -                  | -                 | -                 | -                  | 1                      | -                  | -                 | -                 | -                   | 5            |
| 14   | Elio De Angelis    | Italia         | Chevron Racing      | Chevron | Hart    | -                      | -                   | -                   | -                  | -                 | -                 | -                  | -                      | -                  | -                 | 4                 | -                   | 4            |
|      | Geoff Lees         | Regno Unito    | Team Kallay         | Chevron | Hart    | -                      | -                   | -                   | -                  | -                 | -                 | -                  | 1                      | -                  | -                 | 3                 | -                   | 4            |
| 16   | Piercarlo Ghinzani | Italia         | Team Euroracing     | March   | BMW     | -                      | -                   | -                   | -                  | -                 | -                 | -                  | -                      | -                  | 3                 | -                 | -                   | 3            |
|      | Brian Henton       | Regno Unito    | corridore privato   | March   | Hart    | -                      | -                   | 2                   | -                  | -                 | -                 | -                  | -                      | -                  | 1                 | -                 | -                   | 3            |
|      | Stephen South      | Regno Unito    | Raven Racing        | March   | Hart    | -                      | -                   | -                   | -                  | -                 | -                 | -                  | -                      | -                  | -                 | -                 | 3                   | 3            |
| 19   | Beppe Gabbiani     | Italia         | Trivellato Racing   | Chevron | Ferrari | -                      | -                   | -                   | -                  | -                 | 2                 | -                  | -                      | -                  | -                 | -                 | -                   | 2            |
| 20   | Roberto Marazzi    | Italia         | Team Benelli        | March   | BMW     | -                      | -                   | -                   | 1                  | -                 | -                 | -                  | -                      | -                  | -                 | -                 | -                   | 1            |